# Deskati
Deskati (gr. Δεσκάτη) – miejscowość w Grecji, w administracji zdecentralizowanej Epir-Macedonia Zachodnia, w regionie Macedonia Zachodnia, w jednostce regionalnej Grewena. Siedziba gminy Deskati. W 2011 roku liczyła 3508 mieszkańców.